# Vijay Kumar
Vijay Kumar (Harsour, 19 agosto 1985) è un tiratore a segno indiano, vincitore di una medaglia d'argento ai Giochi olimpici di Londra 2012.

## Palmarès

### Giochi olimpici
- 1 medaglia:
  - 1 argento (pistola 25 metri automatica a Londra 2012).

### Campionati asiatici
- 2 medaglie:
  - 1 oro (pistola 25 metri standard a Doha 2012).
  - 1 argento (pistola 25 metri center-fire a Kuwait City 2007).

### Giochi asiatici
- 2 medaglie:
  - 2 bronzi (pistola 10 metri aria compressa, pistola 25 metri center-fire a Guangzhou 2010).